# ویتنس (سازمان)
سازمان ویتنس (WITNESS) یک سازمان غیرانتفاعی حقوق بشری است که در بروکلین، نیویورک مستقر است. مأموریت آن همکاری با سازمان‌های روی زمین برای حمایت از مستندسازی نقض حقوق بشر و پیامدهای آن، مشارکت بیشتر عمومی، حمایت از تغییر سیاست‌ها و عدالت‌جویی است. سازمان ویتنس WITNESS با بیش از ۳۰۰ گروه حقوق بشر در بیش از ۸۰ کشور همکاری کرده‌است.